# Gernot Alber
Gernot Alber (* 31. Oktober 1957) ist ein österreichischer Physiker. Seit 2002 ist er Professor für Theoretische Physik an der Technischen Universität Darmstadt.

## Leben
Gernot Alber hat sein Physikstudium 1981 mit einem Mag. rer. nat. an der Universität Innsbruck abgeschlossen. Dort promovierte er 1985 sub auspiciis praesidentis rei publicae und habilitierte sich 1991. 1991 war er für einen Auslandsaufenthalt an der University of California, Santa Barbara, USA. Er wurde Privatdozent an der Universität Freiburg (1994) sowie der Universität Ulm (1988–1997). Seit 2002 ist er Professor für Theoretische Physik an der TU Darmstadt.

## Wissenschaftliche Arbeit
In mehr als 100 Artikeln beschäftigt er sich mit dem Fachgebiet Quantenoptik und Quanteninformationstheorie.

## Werke
- mit T. Beth, M. Horodecki, P. Horodecki, R. Horodecki, M. Rötteler, H. Weinfurter, R. Werner, A. Zeilinger: Quantum Information: An Introduction to Theoretical Concepts and Experiments. Springer Lehrbuchverlag, Heidelberg 2001, ISBN 3-540-41666-8.